# Pixy
pixy（ピクシー）は、1990年代に発売されたソニーのミニミニコンポのブランド名である。フラッグシップモデルではPRO pixy、MDデッキ搭載モデルはMD pixyというブランドが用いられた。

## 主な機種

### pixy
型番の頭の文字のMHCとは、Mini Hi-Fi Componentの略である。
- MHC-P77

1989年発売。
pixyの記念すべき第1号機である。キャッチコピーは「人間は、Pixyの幅があれば生きていける。」
スエード調のダークグレーの石の様なテクスチャーボディーで、フルコンポの横幅450mmのハーフサイズ(225mm)でコンパクトなボディー。当時販売されていたBBリバティーよりも音が良くデザインも斬新な事から人気を博し、ミニミニコンポの草分け的な存在となった。
5バンドのグラフィックイコライザー搭載。オプションのビデオセレクター機能付のDSPユニットでビデオデッキやLDプレーヤーなどとシステムアップが可能。MHC-P77のCDプレーヤー部(CDP-P77)はセット販売だが、単品販売もされていたため、CDプレーヤーのフロント部に独立した電源ボタンが配置されていた。
MHC-P77 Sony product Design
- MHC-P99X

1990年発売。
P99Xは、pixyの第2弾としてビギナーモデル,ベーシックモデル,フラッグシップモデルの3種類のバリエーション化が図られた中のフラッグシップモデルの位置づけである。
アンプはマイコン制御でデジタルサウンドイコライザー機能を搭載。
下位機種にMHC-P77Xと、1BOX構成で5バンドグライコ搭載の廉価版MHC-P33Xが存在した。
オプションとしてPシリーズのデザインに合わせたアクティブスーパーウーファーが登場。
また、この頃にはpixyの横幅(225mm)に合わせたVHF/UHFチューナー搭載8ミリビデオデッキやBSチューナーも登場した。
- MHC-P909

1991年発売。
キャッチコピーは「誰の人生にも、pixyの入る幅がある。」であった。
P909は、中高音域用と低音域用のアンプ、中高音域用と低音域用のスピーカーに独立させたバイアンプ×バイスピーカーシステムを採用した、pixy第3弾の中のフラグシップモデル。
中高音域スピーカーと低音域スピーカーがセパレート構成になり、中高音域スピーカーを壁掛けし、低音域スピーカーを足元に置くなど、レイアウトの自由度が広がった。
ボディーデザイン(カラー)はスピーカーやサイドパネルは従来デザインを継承するが、フロントパネル部がヘアラインを施したシルバーのアルミパネルを採用し、高級感を演出していた。リモコンはこのモデルのみPixyブランドを意識したボディーの液晶付スライドリモコンになっている。
アンプ部は光デジタル入力2系統、光デジタル出力1系統を備えており、全ての音をデジタル信号にして処理されるのでラジオやコンパクトカセットなどのアナログ音源も別売DATデッキに光デジタル出力が可能だった。また、PixyとDATデッキを3ピンのコントロールケーブルで繋げばセレクター連動などが可能。(後に発売されるMDデッキでも3ピンケーブルが接続出来れば、同連携が可能である)
P909には唯一、派生モデルがあり、ボディーカラーがスエード調のダークブラウンでフロントパネル部がヘアラインゴールドの特別仕様MHC-P909D LIMITEDや、Pixyブランドとは異なるがスピーカーのセパレート構成を廃し横長のBOX型スーパーウーファーを搭載、筐体はP909と同デザインだがフロントパネル部がヘアラインブラックのスーパーウーファーシステムSTANZ（スタンツ）SHC-7が受注生産モデルとして存在していた。
下位機種には同じバイアンプ×バイスピーカーシステムのMHC-P707と、バイアンプ×バイスピーカーシステムを採用しない従来型スピーカーで2ピース構成の廉価版MHC-P303がある。
※翌年の1992年には、MHC-P707のマイナーチェンジモデルとしてバイアンプ×バイスピーカーシステムを継承し、サウンド機能を強化(ミュージックジャンル6パターン×リスニングスタイル6パターン＝36種類のサウンドエフェクトを搭載)したMHC-P717や、P303と同じく従来型スピーカーで2ピース構成の廉価版MHC-P313(サウンドエフェクトは5×5の25種類)なども登場した。
- MHC-J770

1993年発売。
スピーカー内部にセンター・スピーカーとサテライト・スピーカーを搭載し、2台のスピーカーだけでドルビープロロジック再生が可能となったモデル。
このモデルでは、パワーアンプとプリアンプを独立設計している関係で、チューナー部がCDプレーヤー部へ変更された。
下位機種としてはMHC-J570,MHC-J505C、MHC-J500、MHC-J300などがある。また、このMHC-Jxxxモデルの最上級クラスがMHC-JxxxEXのPRO pixyシリーズとなっており、ボディーカラーもいままでのPixyの特徴であったスエード調のダークグレーからPRO Pixyのブラックカラーに変更統一された。
なお、このMHC-Jシリーズは、MHC-J770を除き、本体部が従来のような4ピース構成ではなくなり、2ピース構成が主流となっている。また、このシリーズが横幅225mmの最後のモデルとなる。
- MHC-V800

1996年発売。通称ビデオCDピクシー
ビデオCD(Ver.2.0)・CD-G（グラフィックス）に対応したディスク・エクスチェンジ機能付3CD・チェンジャーを搭載。
4つのスピーカーを用いたダブル・ソニックフォーメーション機能を搭載。
1ボックス構成。

### PRO pixy
1992年から1994年までは、pixyのラインナップのうちフラッグシップモデルを「PRO pixy」として発売された。ブランドロゴで「PRO」を強調していることからも分かるとおり、単品コンポーネントに搭載されたソニーの音響技術を惜しみなく投入しているのが大きな特徴であり、これまでのpixyのフラッグシップモデルとは一線を画している。
- MHC-J900EX（PRO pixy）

1992年発売。通称プロピクシー。
キャッチコピーは「目指したのは、スタジオの音。」
スピーカーは3ウェイバスレフ型となっている。
パワーアンプとコントロールアンプ（プリアンプ）を独立設計、コントロールアンプにはパラメトリックイコライザーが装備されている。
光デジタル出力を搭載し、MDデッキへのデジタル録音に対応している。また、この頃のPRO pixyのサイズとカラーに合わせたMDデッキ[MDS-101(据置型MDデッキの第1号機)]やアクティブスーパーウーファーも登場した。
AMステレオに対応した。
- MHC-J1000EX（PRO Pixy DAT）

通称プロピクシー・DAT。
MHC-J900EXのほとんどの機能を継承しているが、ダブルカセットデッキの代わりに、DATデッキを搭載し、SCMSに対応した。
- MHC-J970EX（PRO pixy ESPRIT）

1993年発売。定価175,000円。通称プロピクシー・エスプリ。
名称はSONY ESPRITに由来している。プロピクシーの中では最高峰といわれていた。
キャッチコピーは「人間が透きとおる音、下さい。」であった。
スピーカーはパワーアンプ内蔵型で、エレクトロ・スタティック・ツイーター（エレスタットツィーター）とモーショナル・フィードバック・ウーファー（MFW）が搭載された。
CDプレーヤーには「アドバンストパルスD/Aコンバーター」と「スコアデジタルフィルター」を装備し、SBM（スーパー・ビット・マッピング）記録されたCDを20bit相当の分解能で再生することができる。
光デジタル出力を2基(フロント:光ミニジャック,背面:角型光端子)装備し、MDデッキ[MDS-102]及びMDウォークマンへのデジタル録音に対応している。
- MHC-S90C（PRO pixy ELESTAT）

1994年発売。通称プロピクシー・エレスタット。
PRO pixyとしては最終モデルにあたる。
前モデルに引き続き、スピーカーにはエレスタットツィーターとモーショナル・フィードバック・ウーファー（MFW）が搭載された。
ミドルクラスの機種に搭載されていた、「5CDマジックチェンジャー」が搭載された。
本体は2ピース構成。
このモデルより従来の横幅225mmから横幅280mmに変更になり本体サイズが若干大型化された。
本体サイズの変更に伴いオプションのMDデッキもリニューアルした。([MDS-S30])
本モデル以降は、オプションのMDデッキと専用ケーブルで接続することで、電源ON・OFFやシンクロ録音、コマンド送受信といった機能が双方で連動するようになった。
前モデルから機能を一部削減したとはいえ、下位モデルとのデザインや機能の共通化、MDデッキのオプション化などによって、定価もフラッグシップモデルとしては15万円を切る破格の低価格を実現した。
下位機種としてMHC-S70Cも登場したが、S90Cとの違いは、スピーカーやDSPプリセット数、ドルビープロロジックが搭載されていないくらいで、5CDチェンジャーや本体のデザインなどはほぼ同じである。また、1BOX構成のMHC-S50Cもあり、どちらもPRO pixyとは名乗らず通常のpixyとなっている。
※上記にもあるように、このモデルより本体サイズが若干大型化されたのだが、当時、この仕様変更が不評であったため「SONYは、今までのpixyの幅では生きていけない事に気づいた。」などと当初のキャッチコピーをもじって皮肉るファンも出た。

### MD pixy
1993年以降、MDデッキを搭載したpixyを「MD pixy」とした。型番の頭の文字はMD pixyより、MHC(Mini Hi-Fi Component)からDHCに変更された。DHCとはDigital Hi-Fi Componentの略である。
- DHC-MD1

1993年発売。ソニー初のMDシステムステレオ。
MD部分は別筐体「MDS-MD1」。
- DHC-MD9（MD pixy ELESTAT）

1995年発売。通称MDピクシー・エレスタット。
「MDデッキ」を標準搭載。このモデルよりカセットデッキはオプションとなる。
前モデルと同様に、5CDマジックチェンジャー、スピーカーにはエレスタットツィーターが搭載されたが、モーショナル・フィードバック・ウーファー（MFW）とスペクトラムアナライザーが除かれた。DSPとドルビープロロジックはプリセット方式になった。
本体の4ピース構成が復活。これは、Pixyでは1993年に発売されたPRO pixy ESPRIT MHC-J970EX以来の復活となる。
- DHC-MD7

1995年発売。
本体は4ピース構成。
スピーカーは3wayスピーカーである。
ロータリー式3CDチェンジャーを搭載。
- DHC-MD5

1996年発売。
MD pixyとしては初の1BOXモデルで、MDデッキとロータリー式3CDチェンジャーを搭載。
- DHC-MD99

1996年発売。
スピーカーは、エレスタットツィーターが搭載されなくなり、4wayスピーカーになった。
本体は4ピース構成。
業界で初めて「5MDチェンジャー」を搭載し、サンプリングレートコンバータを内蔵した。
「電動マルチコントロールパネル」を初採用し、スペアナを復活させた。
CDテキストに対応し、オプションとしてFM文字多重放送に対応した。
pixy最後のドルビープロロジック搭載モデルである。
- DHC-MD77

1996年発売。DHC-MD7の後継機。
本体は4ピース構成。
機能は前モデルとほぼ同様であるが、新たにサンプリングレートコンバータを内蔵した。
- DHC-MD919

1997年発売。
本体は4ピース構成。
MDデッキは5MDチェンジャーと1デッキのダブルデッキ構造になり、MDダビングが可能となった。
前モデルを踏襲した機種であるが、この機種ではドルビープロロジックが除かれた。
オプションで双方向タッチパネルリモコンに対応した。MDへの漢字・ひらがな入力、CDテキスト表示、CDディスクメモなどが行えるようになった。
- DHC-MD717

1997年発売。
MDデッキが3MDチェンジャーに進化した。
CDチェンジャーは従来と同じ3CDチェンジャーながら、ロータリー式から独立トレー式に変更された。
pixy最後の4ピース構成モデルである。
- DHC-MD515

1997年発売。
1BOXボディに、着脱式の「ミュージックデザインリモコン」を搭載。
pixy初の横幅215mmモデル。この機種以降(DHC-MDX10除く)から、本体横幅が215mmに変更となった。 なお、横幅215mmは標準コンポサイズ430mm(一般的なビデオデッキのサイズ)のちょうど半分のサイズにあたる。
本体ユニットはスピーカーに対して若干低くなっており、オプションカセットデッキTC-TX515をセットすることで高さがほぼそろう仕組みになっている。
- DHC-MD777

1998年発売。
pixyでは1994年発売のPRO pixy ELESTAT MHC-S90C以来の2ピース構成となる。
初めて「MDウォークマンリンク」に対応し、5MDチェンジャーへのMDダビングが可能となった。
パソコンからシステムを操作可能にする「パソコン接続キット」にオプションで対応した。前モデル同様双方向タッチパネルリモコンにも対応している。
このモデルから、5CDチェンジャーが再生中でもディスク交換可能になった。
オプションであるカセットデッキへのコマンド信号の送受信端子が変更された。同時に、カセットデッキも本機種から最終モデルまでTC-PX100に統一される。
- DHC-MD555

1998年発売。
5MDチェンジャー搭載モデル初の1BOXで、DHC-MD777とほとんど同じ機能を有する。
オプションカセットデッキがセパレートモデルと共通化される。
pixy最後の緊急警報放送チューナー内蔵モデルである。
情報表示部をディスプレイ上部と下部の2か所に装備。
- DHC-MD333

1998年発売。
- DHC-MD888W

1999年発売。
本体は2ピース構成。セパレートタイプのpixyとしては最終モデルにあたる。
MDデッキはスロットローディング式になり、5MDチェンジャー×2のダブルデッキとなる。録音はBデッキのみ対応。シームレスチェンジ機能を搭載。
DHC-MD777とほとんど同じ機能を有するが、この機種ではMDウォークマンリンクには対応していない。
- DHC-MD373

1999年発売。DHC-MD333の後継機。
スピーカーキャビネットを全て木製にして音質面を向上。
デジタルRECレベルコントロールを搭載。
- DHC-MDX10

1999年発売。
pixy唯一のMDデッキ・カセットデッキ両搭載モデルである。
ルーレットタイプの3CDチェンジャーを搭載。
横幅280mmモデル
- DHC-MD575

1999年発売。
pixyとしては最終モデルにあたる。
S.Fエディットを搭載。